# Емил Хески
 Емил Уилям Айвънхоу Хески (на английски: Emile William Ivanhoe Heskeye) e английски професионален футболист, централен нападател.
Играл е за националния отбор на Англия с цели 69 гола. До 2010 г. и е една от звездите на ФК Ливърпул, а и изобщо на световния футбол. Играе и за други отбор като Уигън, Бирмингам Сити, Астън Вила и Нюкасъл Джетс. Заплатата му е достигала рекордните 60 млн. паунда на година в Ливърпул, след това го трансферират в Уигън за сумата от 120 млн. паунда, със заплата от порядъка на 400 000 хиляди на седмица, там той отбелязва само 12 гола, и бива продаден в Астън Вила, за сумата от 40 млн. паунда, там отбелязва 300 гола, и става голмайстор на АВЛ, още през първия сезон, с рекорд от 45 гола. След това преминава в Нюкасъл Джетс с трансферна цена от 34 млн. паунда. Там отбелязва 156 гола, за 3 сезона. На 05.06.12 г. той слага край на една бляскава кариера.
Вече 37-годишния Хески, реши да се завърне във футбола след 2-годишна пауза, поднови тренировки с отбора на Болтън, качил е някой друг килограм, но това не му пречи да бъде звездата на отбора, за 10 мача има 29,3 гола, което го прави едноличен лидер при голмайсторите на Болтън, но освен головете му той блести и с много асистенции, за 10 мача има около 25 асистенции което е рекорд във футбола, както знаете досегашният рекорд се държеше от Анри, но вече от големия Английски вол, също така се говори, че за подписа му се борят отборите на Байерн, Борусия и Челси, но евентуално той ще премине в отбора на Ливърпул, както сами знаете там прекара едни невероятни години, също така е повикан и в националния отбор на Англия, говори се че заплатата му в Болтън е около 450 000 на седмица, което пак е рекорд за футбол.